# Koceľovce
Koceľovce (allemand : Getzelsdorf) , est un village de Slovaquie situé dans la région de Košice.

## Histoire
Première mention écrite du village en 1318.

## Démographie

### Évolution de la population
| Année:               | 1994. | 2004.   | 2014.   | 2024.   |
| -------------------- | ----- | ------- | ------- | ------- |
| Nombre de personnes: | 256   | 254     | 250     | 218     |
| Différence:          |       | -0,78 % | -1,57 % | -12,8 % |

| Année:               | 2023. | 2024.   |
| -------------------- | ----- | ------- |
| Nombre de personnes: | 215   | 218     |
| Différence:          |       | +1,39 % |